# Diocesi di San Pedro-en-Côte d'Ivoire
La diocesi di San Pedro-en-Côte d'Ivoire (in latino Dioecesis Sancti Petri in Litore Eburneo) è una sede della Chiesa cattolica in Costa d'Avorio suffraganea dell'arcidiocesi di Gagnoa. Nel 2023 contava 249.000 battezzati su 2.870.000 abitanti. La sede è vacante.

## Territorio
La diocesi comprende l'intera regione del Basso Sassandra nella parte sud-occidentale della Costa d'Avorio.
Sede vescovile è la città di San-Pédro, dove si trova la cattedrale di San Pietro.
Il territorio è suddiviso in 37 parrocchie.

## Storia
La diocesi è stata eretta il 23 ottobre 1989 con la bolla Quo efficacius di papa Giovanni Paolo II, ricavandone il territorio dalla diocesi di Gagnoa (oggi arcidiocesi).
Originariamente suffraganea dell'arcidiocesi di Abidjan, il 19 dicembre 1994 è entrata a far parte della provincia ecclesiastica di Gagnoa.

## Cronotassi dei vescovi
Si omettono i periodi di sede vacante non superiori ai 2 anni o non storicamente accertati.
- Barthélémy Djabla † (23 ottobre 1989 - 21 luglio 2006 nominato arcivescovo di Gagnoa)
- Paulin Kouabenan N'Gname † (1º marzo 2007 - 21 marzo 2008 deceduto)
- Jean-Jacques Koffi Oi Koffi (3 gennaio 2009 - 8 aprile 2025 nominato arcivescovo di Gagnoa)

## Statistiche
La diocesi nel 2023 su una popolazione di 2.870.000 persone contava 249.000 battezzati, corrispondenti all'8,7% del totale.
| anno | popolazione | popolazione | popolazione | presbiteri | presbiteri | presbiteri | presbiteri                | diaconi | religiosi | religiosi | parrocchie |
| anno | battezzati  | totale      | %           | numero     | secolari   | regolari   | battezzati per presbitero | diaconi | uomini    | donne     | parrocchie |
| ---- | ----------- | ----------- | ----------- | ---------- | ---------- | ---------- | ------------------------- | ------- | --------- | --------- | ---------- |
| 1990 | 50.000      | 700.000     | 7,1         | 14         | 6          | 8          | 3.571                     |         | 8         | 11        | 6          |
| 1999 | 88.408      | 1.018.000   | 8,7         | 20         | 10         | 10         | 4.420                     |         | 10        | 16        | 12         |
| 2000 | 55.287      | 1.105.755   | 5,0         | 18         | 10         | 8          | 3.071                     |         | 9         | 25        | 12         |
| 2001 | 50.876      | 1.000.000   | 5,1         | 26         | 12         | 14         | 1.956                     |         | 15        | 27        | 12         |
| 2002 | 50.650      | 1.500.000   | 3,4         | 27         | 13         | 14         | 1.875                     |         | 16        | 25        | 13         |
| 2003 | 50.000      | 1.000.000   | 5,0         | 28         | 17         | 11         | 1.785                     |         | 13        | 25        | 13         |
| 2004 | 60.000      | 1.100.000   | 5,5         | 28         | 11         | 17         | 2.142                     |         | 19        | 27        | 13         |
| 2010 | 136.250     | 1.392.040   | 9,8         | 47         | 25         | 22         | 2.898                     |         | 32        | 27        | 20         |
| 2014 | 155.760     | 2.207.315   | 7,1         | 55         | 35         | 20         | 2.832                     |         | 29        | 35        | 23         |
| 2017 | 228.200     | 2.513.170   | 9,1         | 62         | 40         | 22         | 3.680                     |         | 22        | 33        | 27         |
| 2020 | 242.870     | 2.674.720   | 9,1         | 72         | 51         | 21         | 3.373                     |         | 21        | 34        | 30         |
| 2022 | 243.000     | 2.803.000   | 8,7         | 73         | 53         | 20         | 3.328                     |         | 22        | 36        | 37         |
| 2023 | 249.000     | 2.870.000   | 8,7         | 74         | 56         | 18         | 3.364                     |         | 22        | 33        | 37         |